# 长果车前
长果车前（学名：Plantago asiatica sp. densiflora）为车前科车前属下的一个亚种。

## 扩展阅读
- 維基物種上的相關：长果车前